# Marketing fieristico
Il marketing fieristico è un particolare ambito della più ampia disciplina del marketing che attiene al comparto fieristico ed alla filiera ad esso correlata che comprende:
- Aziende utenti di fiere (espositori e visitatori)
- Enti fieristici (gestori degli spazi immobiliari, ovvero i quartieri fieristici all'interno dei quali si svolgono le manifestazioni)
- Organizzatori di eventi fieristici (possono essere sia gli stessi gestori degli spazi o altri soggetti privati come ad esempio le case editrici di settore)
- Fornitori di servizi (allestitori di stand, servizi di accoglienza e di noleggio di beni vari, catering)
- Servizi di trasporto merci e persone (linee aeree, treni, servizi di trasporto su strada)
- Accoglienza e ristorazione (hotel, ristoranti).

Si tratta quindi di un aspetto che ha come specifica peculiarità quella di incidere direttamente sul territorio, in quanto gli eventi fieristici nel loro complesso costituisco un volano per incentivare l'economia di un determinato ambito geografico.
Anche il comparto degli eventi congressuali, sempre più legati per complementarità alle fiere, attiene al marketing fieristico ed ha una particolare valenza legata allo sviluppo del turismo, dell'accoglienza ad esso legata ed ai trasporti da e per la destinazione.
Da un punto di vista generale le azioni tattiche espresse da un piano di marketing fieristico sono strettamente influenzate dalle azioni politiche espresse sul territorio ed alle conseguenti ricadute economiche; ne consegue una stretta attinenza tra marketing fieristico e marketing territoriale.
Da un punto di vista pratico, per le aziende che partecipano regolarmente alle fiere, un piano di marketing fieristico, complemento del più ampio piano di marketing, permette di stabilire le linee guida e le azioni da implementare per gestire al meglio ogni partecipazione ed ottimizzare i relativi budgets impegnati.
Il mondo delle fiere è in continuo fermento ed il moltiplicarsi degli eventi in uno stesso settore, impone un'attenta valutazione di ogni evento fieristico proposto dal punto di vista del plus e dei minus. Questa valutazione va effettuata sia nel caso di una partecipazione dell'azienda come espositrice sia nel caso di una partecipazione con una visita da parte di un dipendente.